# Heinrich Lüders
Heinrich Lüders (født 25. juni 1869 i Lübeck, død 7. maj 1943 i Badenweiler) var en tysk indolog.
Lüders tog doktorgraden i Göttingen 1894 (over en af universitetet prisbelønnet afhandling: Die Vyāsaçikshā), hvorefter han drog til England og blev ansat i Indian Institute's bibliotek (1895—99). Efter sin hjemkomst virkede han først nogle år som privatdocent i sanskrit i Göttingen, indtil han 1904 blev ekstraordinær professor i Rostock og året efter ordentlig professor sammesteds. I 1908 blev han professor i Kiel og endelig 1909 kaldtes han til Berlins Universitet som Pischels efterfølger i sanskrit. Som medlem af den internationale Mahābhārata-kommission tog han ivrig del i dennes arbejde og valgtes derfor til at lede forarbejderne til den planlagte store kritiske udgave af Mahābhārata, et arbejde som 1. Verdenskrig desværre  standsede. Da det store samlerværk Grundriss der indo-arischen Philologie, der var grundlagt af Bühler og fortsat af Kielhorn, ved sidstnævntes død 1908 truede med at standse, overtog Lüders ledelsen deraf i forening med Wackernagel. Lüders har også taget virksom del i bearbejdelsen af de fra de tyske ekspeditioner i Centralasien hjembragte litterære fund. Han har blandt andet udgivet Ueber die Grantharecension des Mahābhārata (1901) og Das Würfelspiel im alten Indien (1907), begge i Abhandlungen der Königlichen Gesellschaft der Wissenschaften Göttingen; endvidere en række større og mindre afhandlinger i Berliner-Akademiets Sitzungsbeirichte: Bruchstücke buddhistischer Dramen (1911), Epigraphische Beiträge, I—IV (1912—14), Die Pranidhibilder im 9. Tempel von Bāzāklik (1913), Die Sakas und die nordarische Sprache (1913), Ueber die litterarischen Funde von Ostturkestan (1914), Die Saubhikas. Ein Beitrag zur Geschichte des indischen Dramas (1916), Eine arische Anschauung über der Vertragsbruch (1917) og Die śäkischen Mūra (1919).